# Sloanea tuerckheimii

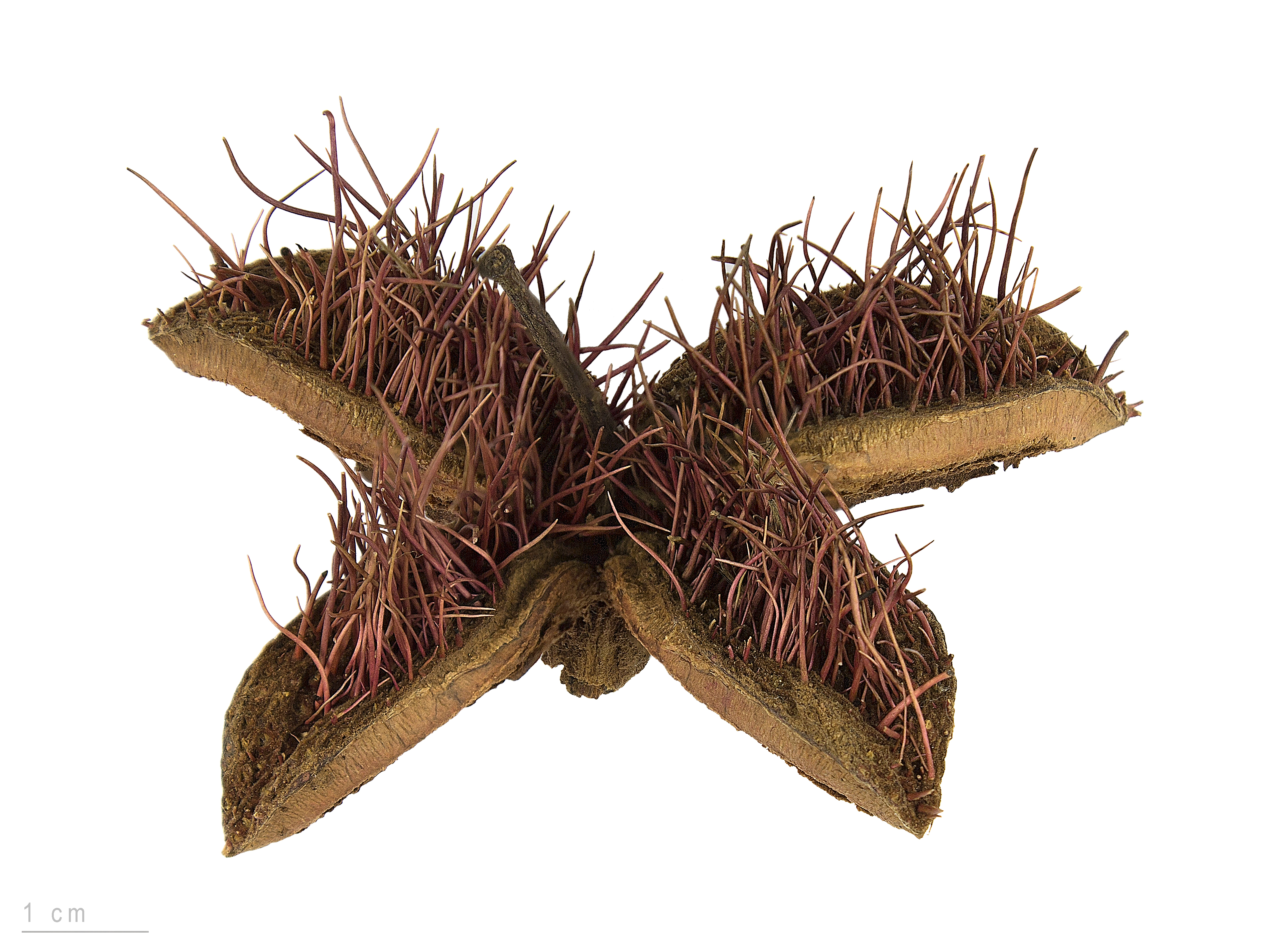
Sloanea tuerckheimii

Sloanea tuerckheimii là một loài thực vật có hoa trong họ Côm. Loài này được Donn.Sm. miêu tả khoa học đầu tiên năm 1914.